# 体验好奇号
体验好奇号（Experience Curiosity）是美国国家航空航天局喷气推进实验室为庆祝好奇号漫游车登陆火星三周年而开发的一款交互式网络应用程序，这款3D功能游戏可操纵漫游车，控制它的相机和机械手臂，并再现火星科学实验室任务中的一些重要事件。2015年，在SIGGRAPH大会的WebGL部分开头对它进行了介绍。
据项目负责人兼艺术总监布莱恩·库曼奇克（BrianKumanchik）介绍，开发团队专门使用了包括Blender和GIMP在内的开源软件来创建3D内容，特别是由于开源格式的公开可访问性，选择集成了带物理引擎的Blender在内的Blend4Web框架作为3D引擎，并可在移动浏览器中提供渲染。2018年，该应用程序被移植到Verge3D框架。官网“关于体验好奇号”窗口的制作介绍中显示了使用Verge3D作为三维网络引擎。
“体验好奇号”获得了2016年度最佳“政府与民间创新”网站威比奖，颁奖典礼上美国宇航局代表布莱恩·库曼奇克（BrianKumanchik）发表了五分钟的《火星上的摇滚与漫游》演讲。

## 另请查看
- 地球之眼
- 太阳系之眼